# Somatocleptes apicicornis
Somatocleptes apicicornis là một loài bọ cánh cứng trong họ Cerambycidae.